# Udîci, Teplîk
Udîci (în ucraineană Удич) este localitatea de reședință a comunei Udîci din raionul Teplîk, regiunea Vinnița, Ucraina.

## Demografie
Componența lingvistică a localității Udîci
     Ucraineană (98,47%)
     Rusă (1,2%)
     Alte limbi (0,22%)
Conform recensământului din 2001, majoritatea populației localității Udîci era vorbitoare de ucraineană (98,47%), existând în minoritate și vorbitori de rusă (1,2%).